# كمين شاتوي
كان كمين شاتوي (المعروف في روسيا باسم معركة ياريش ماردي) حدثًا مهمًا خلال حرب الشيشان الأولى. ووقع الحادث بالقرب من بلدة شاتوي الواقعة في جبال الشيشان الجنوبية. شن المقاتلون الشيشان بقيادة خطاب، هجومًا على قافلة كبيرة تابعة للقوات المسلحة الروسية مما أدى إلى معركة استمرت ثلاث ساعات.
نجح المقاومون المجاهدون الشيشان في تدمير جميع المركبات داخل القافلة بالكامل وإلحاق خسائر فادحة بالقوات الروسية.  كانت المعركة بمثابة تحول كبير في التكتيكات الدفاعية الشيشانية وكانت بمثابة واحدة من أكثر الهزائم المنهكة التي تعرض لها الجيش الروسي المحتل خلال الحرب. 

## المعركة
أدى الهجوم إلى تدمير رتل من الكتيبة الروسية الثانية من فوج البنادق الآلية 245 (MRR) وقتل 53 جنديًا وإصابة 52 آخرين، وفقًا للأرقام الروسية الرسمية. وتحدثت التقارير الأولية للمسؤولين عن مقتل 26 شخصا فقط وإصابة 51 آخرين.  وفقًا للمصادر الأخرى، مات أكثر من 70   إلى ما يقرب من 100    إلى حتى 223  جنديًا من الفرقة 245 في الكمين. كما ورد أن عدداً قليلاً من المدنيين الذين كانوا يسافرون مع القافلة قُتلوا. 
وفقًا للرواية غير المباشرة للمتطوع البولندي ميروسلاف كوليبا (المعروف أيضًا باسم محمد بورز)، اختارت مفرزة خطاب المكونة من 43 رجلاً "مكانًا مثاليًا للكمين" مع وادٍ ونهر على جانب واحد ومنحدر غابات على الجانب الآخر من طريق جبلي متعرج: سمح المقاتلون أولاً لفرقة الاستطلاع الروسية بالمرور ثم فجروا عبوة ناسفة تحت الدبابة الأمامية؛ في الوقت نفسه، أصاب وابل من قذائف آر بي جي مركبة قيادة الوحدة، مما أسفر عن مقتل القائد الروسي على الفور، وناقلة الجنود المدرعة في نهاية العمود - بعد ذلك، فتحوا النار على بقية الوحدة الروسية. وكتب كوليبا أن الهجوم الذي استمر ثلاث ساعات أدى إلى حرق 27 مركبة مدرعة وشاحنة في القافلة وأن 12 جنديًا روسيًا فقط من أصل 199 نجوا من "المذبحة"، بينما بلغت خسائر المقاتلين الشيشان ثلاثة شهداء رحمهم الله وستة جرحى فقط. 
وفقًا للكتاب الروسي فخ الشيشان، نصب ما يصل إلى 100 مقاتل كمينًا لطابور من 30 مركبة مدرعة روسية، وقتل ما يقرب من 100 جندي و"نجا ثمانية فقط بحياتهم".

## بعد المعركة
وُزع مقطع فيديو للكمين، يُظهر أن الروس تحت أقدام المجاهدين، على نطاق واسع واحتفل به في الشيشان، ويظهر فيه خطاب "يسير منتصرًا على خط من الجثث الروسية السوداء"،  وأكسبه شهرة مبكرة في الشيشان و شهرة كبيرة في روسيا.  كما تسببت صور المعركة في دعوات جديدة لوزير الدفاع الروسي بافيل غراتشيف للاستقالة،  بينما علقت روسيا انسحاب قواتها المحدود.

## روابط خارجية
- فيديو الكمين وتداعياته
- باللغة الروسية: مقتل الفوج 245 الروسي (تقرير بقلم ليف روكلين لمجلس الدوما)